# Georgie Twigg

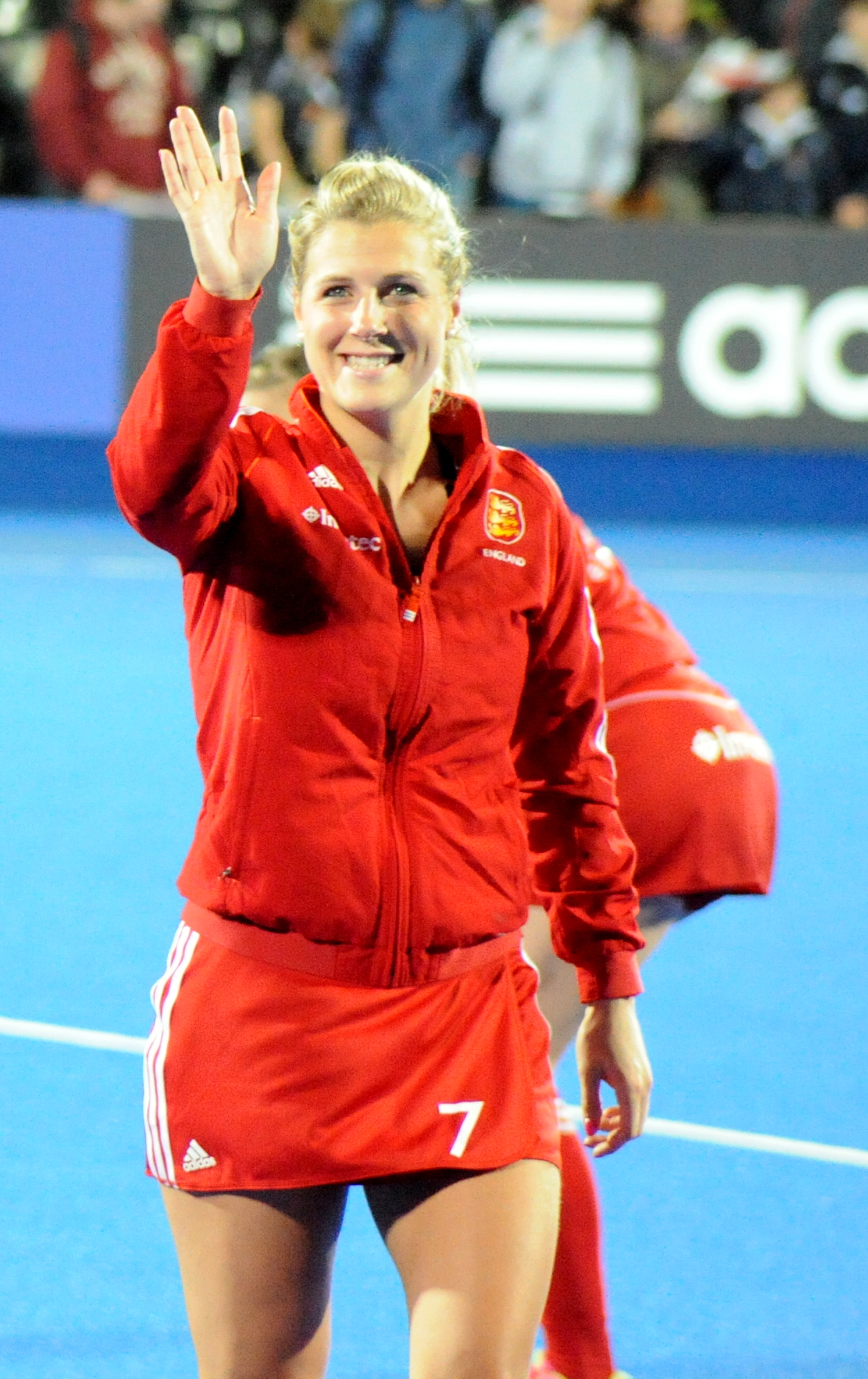
Georgie Twigg (2015)

Georgina Sophie „Georgie“ Twigg, MBE (* 21. November 1990 in Lincoln) ist eine ehemalige britische Hockeyspielerin. Sie war Olympiasiegerin 2016 und Olympiadritte 2012.

## Leben
Die 1,70 m große Mittelfeldspielerin debütierte 2010 in der englischen Nationalmannschaft. Im September 2010 wurde in Rosario die Weltmeisterschaft 2010 ausgetragen. Nach einem zweiten Platz in der Vorrunde hinter den Argentinierinnen unterlagen die Engländerinnen im Halbfinale den Niederländerinnen im Siebenmeterschießen. Das Spiel um Bronze gewannen die Engländerinnen mit 2:0 gegen die deutsche Mannschaft. Drei Wochen nach der Weltmeisterschaft begannen in Delhi die Commonwealth Games. Dort gewannen die Engländerinnen Bronze. Im Jahr darauf erkämpften die Engländerinnen auch bei der Europameisterschaft in Mönchengladbach die Bronzemedaille. 2012 war London der Austragungsort der Olympischen Spiele. Die britische Mannschaft belegte in der Vorrunde den zweiten Platz hinter den Niederländerinnen. Im Halbfinale unterlagen die Britinnen den Argentinierinnen mit 1:2. Das Spiel um Bronze gegen die Mannschaft Neuseelands gewannen die Britinnen mit 3:1.
Nach vier Bronzemedaillen in Folge erreichten die Engländerinnen bei der Europameisterschaft 2013 in Boom das Finale. Das Spiel endete 4:4, im Penaltyschießen gewannen die Deutschen. Twigg schoss in der dritten Minute des Endspiels das erste Tor, im Penaltyschießen scheiterte sie wie alle Engländerinnen. Im Frühjahr 2014 fand in Den Haag die Weltmeisterschaft 2014 statt, bei der die Engländerinnen den elften Platz belegten. Bei den Commonwealth Games 2014 in Glasgow unterlagen die Engländerinnen im Finale der australischen Mannschaft. 2015 war London Austragungsort der Europameisterschaft. Die Engländerinnen gewannen ihre Vorrundengruppe vor den Deutschen und bezwangen im Halbfinale die spanische Mannschaft. Das Finale wurde im Shootout entschieden und die Engländerinnen gewannen gegen die Niederländerinnen, wobei Twigg als einzige Engländerin im Shootout nicht traf. Nach der Europameisterschaft 2015 trat Twigg bis zu den Olympischen Spielen 2016 in Rio de Janeiro nur in der britischen Mannschaft an. Beim Turnier in Rio de Janeiro gewannen die Niederländerinnen und die Britinnen jeweils ihre Vorrundengruppe. Die Britinnen erreichten das Finale mit Siegen über Spanien und Neuseeland. Die Entscheidung im Finale gegen die Niederländerinnen fiel im Shootout, die Britinnen gewannen die Goldmedaille, wobei Twigg nach einem Foul der niederländischen Torhüterin Joyce Sombroek vergab.
Georgie Twigg bestritt 108 Länderspiele für England und 141 Länderspiele für die britische Mannschaft. Die Absolventin der University of Bristol beendete ihre internationale Karriere 2016, blieb aber ehrenamtlich dem Hockeysport verbunden. Im Hauptberuf ist sie Rechtsanwältin in London.